# Худачево
Худачево (пол. Chudaczewo) — село в Польщі, у гміні Постоміно Славенського повіту Західнопоморського воєводства.
Населення — 245 осіб (2011).
У 1975-1998 роках село належало до Слупського воєводства.

## Демографія
Демографічна структура станом на 31 березня 2011 року:
|          | Загалом | Допрацездатний вік | Працездатний вік | Постпрацездатний вік |
| -------- | ------- | ------------------ | ---------------- | -------------------- |
| Чоловіки | 124     | 35                 | 84               | 5                    |
| Жінки    | 121     | 35                 | 64               | 22                   |
| Разом    | 245     | 70                 | 148              | 27                   |